# Wolf Albach-Retty

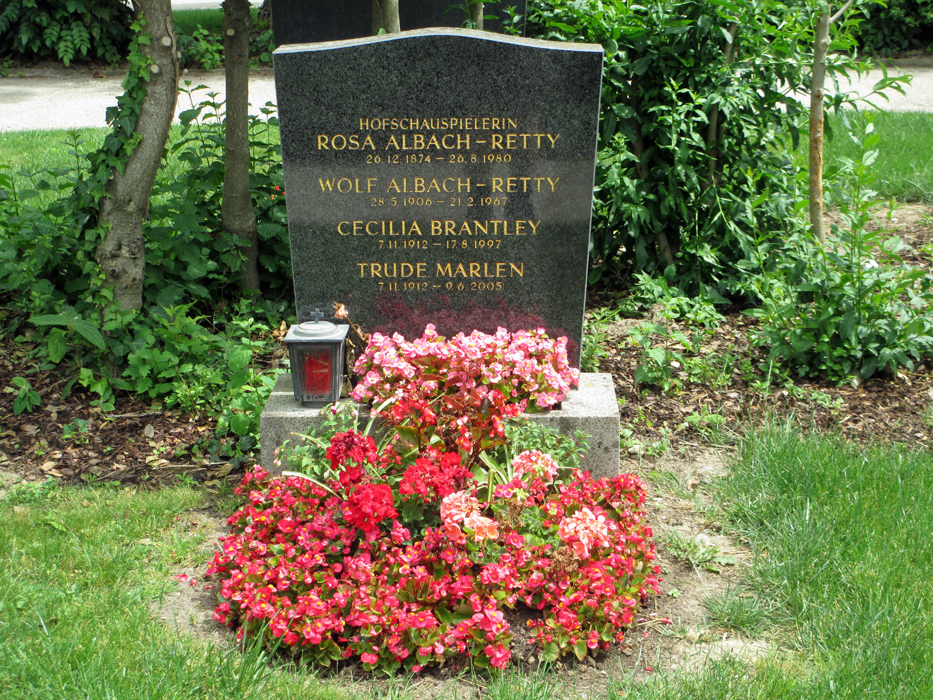
Tumba de la familia Albach-Retty.

Wolf Albach-Retty (28 de mayo de 1906 - 21 de febrero de 1967) fue un actor austríaco. Fruto de su matrimonio con la actriz Magda Schneider nació su hija, la actriz Romy Schneider.

## Biografía
Su verdadero nombre era Wolfgang Helmuth Walter Albach, y nació en Viena, Austria, siendo sus padres la actriz Rosa Albach-Retty y el oficial del ejército Karl Walter Albach. Se formó como actor en la Universidad de Música y Arte Dramático de Viena, y a los veinte años de edad interpretó su primer papel en el Burgtheater de Viena.
Llegó al cine siendo todavía un joven actor, obteniendo su primer papel en un film mudo en el año 1927. Durante los años del Nacionalsocialismo, actuó en películas musicales y de carácter romántico. En 1937 se casó con Magda Schneider, asumiendo de manera temporal la ciudadanía alemana. La pareja tuvo una hija, Rosemarie, llamada Romy (1938–1982) y un hijo, Wolf-Dieter (nacido en 1941). El matrimonio acabó en divorcio en 1945 (aunque algunas fuentes afirman que fue en 1946 o 1949).
Albach-Retty, que desde mayo de 1933 formó parte de la organización Nazi de apoyo Förderndes Mitglied der SS, en 1940, dos años después de ocurrir el Anschluss, ingresó en el Partido Nacionalsocialista Obrero Alemán. En agosto de 1944 fue uno de los actores incluidos por Joseph Goebbels en la Gottbegnadeten-Liste, relación de intérpretes que consideraba imprescindibles para la producción cinematográfica alemana, quedando así eximido Albach-Retty de las obligaciones militares.
Finalizada la Segunda Guerra Mundial, Albach-Retty no pudo repetir los éxitos obtenidos en su carrera cinematográfica anterior, obteniendo escasos papeles principales (Zwei in einem Auto), aunque también algunos de reparto de relieve (Der Obersteiger, Der Vogelhändler, Verlobung am Wolfgangsee, entre otros filmes). Uno de sus últimos papeles destacados llegó con El cardenal, película en la cual interpretaba al Barón Hartmann, un papel que le sirvió para actuar junto a su hija Romy Schneider. Albach-Retty también tuvo actuaciones teatrales de importancia, trabajando en el Burgtheater en la obra Anatol, de Arthur Schnitzler. 
Casado por segunda vez en 1947 con la actriz Trude Marlen, Wolf Albach-Retty falleció en Viena en el año 1967. Fue enterrado en el Cementerio Evangelischer Friedhof de Viena, recibiendo sepultura tras la muerte de su madre en una tumba honoraria en el Cementerio central de Viena (Grupo 32 C, Número 50). Su esposa, Trude Marlen, murió en 2005, y fue enterrada junto a él.

## Filmografía
- 1927 : Das grobe Hemd
- 1928 : Ein Wiener Musikantenmädel
- 1928 : Der geheimnisvolle Spiegel
- 1928 : Liebe im Mai
- 1929 : Der Dieb im Schlafcoupée
- 1930 : Der Onkel aus Sumatra
- 1930 : General Babka
- 1931 : Wiener Zauberklänge
- 1931 : Zwei Herzen und ein Schlag
- 1932 : Mädchen zum Heiraten
- 1932 : Der schwarze Husar
- 1932 : Das schöne Abenteuer
- 1932 : …und es leuchtet die Puszta
- 1933 : Kind, ich freu’ mich auf Dein Kommen
- 1933 : Liebe muß verstanden sein
- 1934 : G’schichten aus dem Wienerwald
- 1934 : Einmal eine große Dame sein
- 1934 : Frühjahrsparade
- 1934 : Die Katz’ im Sack
- 1935 : Der Vogelhändler
- 1935 : Winternachtstraum
- 1935 : Großreinemachen
- 1935 : Sylvia und ihr Chauffeur
- 1936 : Rendezvous in Wien
- 1936 : Die Puppenfee
- 1936 : Geheimnis eines alten Hauses
- 1937 : Liebling der Matrosen
- 1937 : Die glücklichste Ehe der Welt
- 1937 : Millionäre
- 1938 : Frühlingsluft
- 1938 : Der Hampelmann
- 1939 : Hotel Sacher
- 1939 : Liebe streng verboten
- 1939 : Heimatland
- 1939 : Mutterliebe
- 1939 : Das Glück wohnt nebenan
- 1940 : Falstaff in Wien
- 1940 : Sieben Jahre Pech
- 1940 : Wie konntest Du, Veronika
- 1941 : So gefällst Du mir
- 1941 : Tanz mit dem Kaiser
- 1942 : Sieben Jahre Glück
- 1942 : Alles aus Liebe
- 1942 : Die heimliche Gräfin
- 1942 : Zwei glückliche Menschen
- 1943 : Abenteuer im Grandhotel
- 1943 : Maske in Blau
- 1943 : Der weiße Traum
- 1943 : Reisebekanntschaft
- 1943 : Romantische Brautfahrt
- 1943 : Hundstage
- 1944 : Ein Mann wie Maximilian
- 1945 : Wie ein Dieb in der Nacht
- 1948 : Alles Lüge
- 1949 : Ein bezaubernder Schwindler
- 1949 : Gefährliche Gäste
- 1949 : Großstadtnacht
- 1950 : Der Mann, der sich selber sucht
- 1950 : Zwei in einem Anzug
- 1950 : Czardas der Herzen
- 1951 : Weh’ dem, der liebt
- 1951 : Unschuld in tausend Nöten
- 1951 : Verklungenes Wien
- 1951 : Zwei in einem Auto
- 1952 : Der Mann in der Wanne
- 1952 : Ideale Frau gesucht
- 1952 : Der Obersteiger
- 1953 : Die tolle Lola
- 1953 : Der Vogelhändler
- 1954 : Die süßesten Früchte
- 1954 : Schule für Eheglück
- 1954 : Die sieben Kleider der Katrin
- 1955 : Seine Tochter ist der Peter
- 1955 : Ihr Leibregiment
- 1956 : K.u.K. Feldmarschall
- 1956 : …und wer küßt mich?
- 1956 : Die Stimme der Sehnsucht
- 1956 : Verlobung am Wolfgangsee
- 1957 : Dort in der Wachau
- 1957 : Wetterleuchten um Maria
- 1957 : Der Kaiser und das Wäschermädel
- 1958 : Gefährdete Mädchen
- 1958 : Man ist nur zweimal jung
- 1958 : Immer die Radfahrer
- 1958 : Mein ganzes Herz ist voll Musik
- 1959 : Herrn Josefs letzte Liebe
- 1959 : Auf allen Straßen
- 1959 : Mädchen für die Mambo-Bar
- 1959 : Hubertusjagd
- 1960 : Frauen in Teufels Hand
- 1960 : Köhlerliesel
- 1961 : Der Orgelbauer von St. Marien
- 1961 : Autofahrer unterwegs
- 1962 : Die Post geht ab
- 1962 : Die Försterchristel
- 1963 : Bergwind
- 1963 : El cardenal
- 1964 : Die große Kür
- 1964 : Die Kinder (telefilm)
- 1965 : Das Mädel aus dem Böhmerwald
- 1965 : Die Tänzerin Fanny Elßler (telefilm)
- 1966 : Leinen aus Irland (telefilm)